# Radiação não ionizante

Figura 1: Espectro eletromagnético apresentando as regiões de radiações ionizantes e não ionizantes

Radiações não ionizantes são as radiações cuja energia é insuficiente para ionizar átomos ou moléculas, ou seja, possuem energia inferior a 10 ou 12 eV. Portanto, a radiação não ionizante refere-se à radiação eletromagnética que possui comprimento de onda maior que 100 nm (ou ainda, com frequências menores que 3x1015Hz), abrangendo o todo o espectro eletromagnético com frequências iguais ou inferiores às do ultravioleta próximo, vide a figura 1.
Porém, para fins de práticos de proteção radiológica, também podem ser considerados radiações não ionizantes os campos elétricos e magnéticos estáticos, bem como o transporte de energia através da matéria sob a forma de vibrações mecânicas, como ultrassom e infrassom.

## O espectro da radiação não ionizante
O espectro da radiação não ionizante pode ser subdividido em três grandes categorias, historicamente chamados de: óptico, radiofrequência e elétrico.

### Óptico
O espectro óptico é aquele no qual a energia é associada à luz ou suas radiações vizinhas (infravermelho e ultravioleta).

### Radiofrequência

Símbolo internacional de advertência de radiação não ionizante.

O espectro de radiofrequência inclui frequências abaixo e acima das tradicionais ondas de rádio, compreendendo tipicamente as frequências entre 10 kHz até 300 GHz.
As frequências na faixa entre 300 MHz até 300 GHz são conhecidas como micro-ondas.

### Elétrico
O espectro elétrico compreende aquele no qual a energia é usualmente transmitida por fios ou cabos com uma frequência de 50 e 60 Hz. O espectro elétrico cobre a maioria dos equipamentos eletroeletrônicos e tradicionalmente tem seu limite superior como sendo 20 kHz. Ondas nessas frequências podem irradiar e propagar-se no espaço da mesma forma que as ondas eletromagnéticas de frequência mais altas.

## Riscos à saúde

### Ultravioleta
O ultravioleta (radiação ultravioleta), pode ser dividida em UVA, UVB e UVC, esta classificação foi feita por dermatologistas e introduzida na década de 1930 e segue-se abaixo:
- UVA com comprimento de onda de 400 a 315 nm;
- UVB com comprimento de onda de 315 a 280 nm;
- UVC com comprimento de onda de 280 a 100 nm.Símbolo internacional de advertência de radiação óptica.[5]

Símbolo internacional de advertência de radiação óptica.

A UVA, conhecida como luz negra, pode ser subdividida em UVA-I (340 a 400 nm) e UVA-II (315 a 340 nm). A UVA-I possui a maior profundidade de penetração na pele e pode induzir câncer. A UVA-II possui potencial para causar eritemas, alterar o sistema imune e causar câncer. A UVB também conhecida como luz eritematogênica, por causar eritema (queimadura de pele) e a UVC é conhecida por luz germicida, por ser capaz de destruir os germes.
Os efeitos indesejáveis da radiação ultravioleta ocorrem principalmente na pele e nos olhos. A exposição sem proteção adequada é cancerígena para a pele, causa depressão imunológica, fotoenvelhecimento, além de causar lesões oculares como ceratoconjuntivite, pterígio e catarata.

### Infravermelho
O infravermelho (radiação infravermelha), possui comprimento de onda de 700 nm a 1 mm. O infravermelho próximo (700 nm a 1400 nm) atravessa o cristalino do olho e chega até a retina. Altos níveis dessa radiação podem causar uma variedade de problemas oculares entre ele o escotoma. Outros problemas variam de simples vermelhidão até inchaço do olho e hemorragias. Longas exposições podem causar catarata.

### Luz visível de alta intensidade

Símbolo internacional de advertência de laser.

A luz visível ocorre na região de 380 nm (violeta) a 750 nm (vermelho). Ela passa pela córnea, cristalino e é focalizada na retina. Se a intensidade da luz visível for muito alta, danos podem ser causados à retina e outras partes do olho.

### Laser
O laser é uma fonte intensa, coerente e direcional de radiação óptica. Alguns lasers podem ser um risco à saúde dependendo da intensidade, do comprimento de onda, da duração da exposição e da parte do corpo afetada. Os efeitos do laser são essencialmente os mesmos da luz visível, ultravioleta e infravermelho, sendo que o maior perigo é oferecido ao olho, podendo causar desde vermelhidão até carbonização.

### Micro-ondas
As micro-ondas são radiações eletromagnéticas com comprimento de onda entre 1 m e 1 mm (ou seja, frequências entre 300 MHz e 300 GHz).
As que possuem comprimento de onda menor que 3 cm (frequências acima de 10 Ghz) são absorvidas na parte superficial da pele, as com comprimentos de onda entre 3 e 10 cm (entre 10 e 3 GHz) penetram de 1 a 10 mm na pele e as com comprimentos de onda entre 25 e 200 cm (1,2 e 0,15 GHz) penetram em tecidos profundos e órgãos. Os tecidos humanos são essencialmente transparentes para micro-ondas com comprimentos de onda maiores que 200 cm (abaixo de 0,15 GHz).
As micro-ondas absorvidas são convertidas, principalmente, em calor. O aumento da temperatura em tecidos profundos pode causar danos antes que a pessoa perceba o aquecimento.
O maior perigo das micro-ondas é para os olhos, onde parecem ter um efeito cumulativo no cristalino, produzindo cataratas. Há alguma evidência de que as micro-ondas também afetam o sistema nervoso central de várias maneiras. Elas também afetam o funcionamento de alguns tipos de marca-passos cardíacos.

### Monitores de vídeo
Na década de 1980 quando houve um grande aumento na automação de escritórios, surgiram controvérsias relacionadas aos efeitos nocivos de radiações não ionizantes emitidas por monitores de computador. Grande parte da preocupação surgiu de grupos de trabalhadoras de escritórios que sofreram abortos ou geraram crianças com defeitos congênitos. Um estudo de 5 anos mostrou que não havia efeito sobre abortos para mulheres que trabalham com monitores por menos de 20h por semana e uma incidência de aborto espontâneo 5% maior para aquelas que trabalham com monitores mais de 20 horas por semana. Porém a controvérsia parece ter desaparecido porque os estudos não mostraram um vínculo forte entre o uso de monitores e abortos espontâneos. Como consequência positiva, os fabricantes diminuíram os níveis de emissões e com o advento das telas planas, esses níveis caíram ainda mais.
Outros estudos também sugeriam algum tipo de anormalidades em cromossomos de linfócitos expostos a monitores do tipo tubo de raios catódicos.

### Radiofrequência e câncer
Se as radiações não ionizantes na faixa da radiofrequência (incluindo-se aí as micro-ondas) causam ou não câncer, tem estado em debate desde 1960. Pode-se dizer que os cientistas que estudam a área dividem-se em dois grupos: 
- aqueles que advogam que os efeitos nocivos da radiofrequência são devidos apenas ao aquecimento, uma vez que a radiofrequência não possui energia suficiente para causar ionizações, e portanto, abaixo dos limites térmicos estabelecidos essa radiação é segura;
- aqueles que acreditam que a radiofrequência é nociva em níveis bem menores que aqueles determinados pelos limites térmicos. Eles acreditam que ela possa causar câncer, problemas reprodutivos e uma variedade de outros sintomas.[8]

A despeito do debate ainda em curso, é interessante salientar a posição de algumas autoridades chave sobre esse assunto: 
- A Comissão Internacional de Proteção Contra Radiação Não Ionizante (cuja sigla em inglês é ICNIRP), que é uma organização científica independente que provê recomendações e orientações, e que presta apoio a Organização Mundial de Saúde (OMS), advoga que efeitos agudos e de longo prazo pela exposição à radiofrequência, na faixa de 100 kHz a 300 GHz, abaixo do limite térmico não apresentam evidencia conclusiva de efeitos adversos à saúde.[8][9]
- A Agência Nacional de Telecomunicações brasileira (ANATEL), advoga que de acordo com os estudos desenvolvidos na OMS, não há evidências científicas convincentes de que a exposição humana a valores de campos eletromagnéticos abaixo dos limites estabelecidos cause efeitos adversos à saúde.[10]
- O Ministério da Saúde do Brasil, reconhece os dois pontos de vista antagônicos expostos acima e declara que, por ser uma discussão ampla, ainda, não há estudos conclusivos sobre os efeitos dessas radiações não ionizantes sobre a saúde humana.[11]